# Savguldblomfluga
Savguldblomfluga (Ferdinandea cuprea) är en tvåvingeart som först beskrevs av Giovanni Antonio Scopoli 1763.  Savguldblomfluga ingår i släktet guldblomflugor, och familjen blomflugor.
Artens utbredningsområde är Slovenien. Arten är reproducerande i Sverige. Inga underarter finns listade i Catalogue of Life.

## Bildgalleri

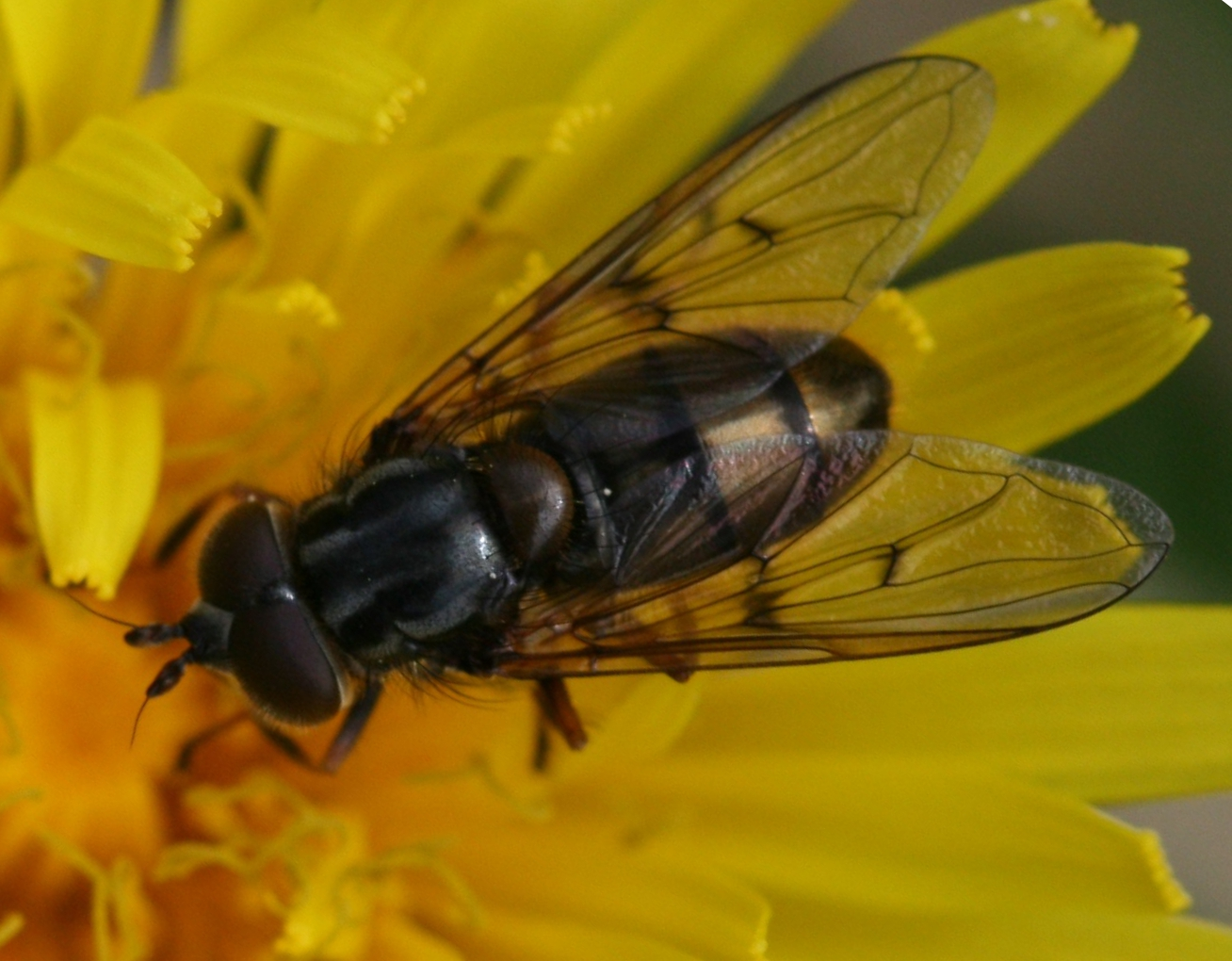
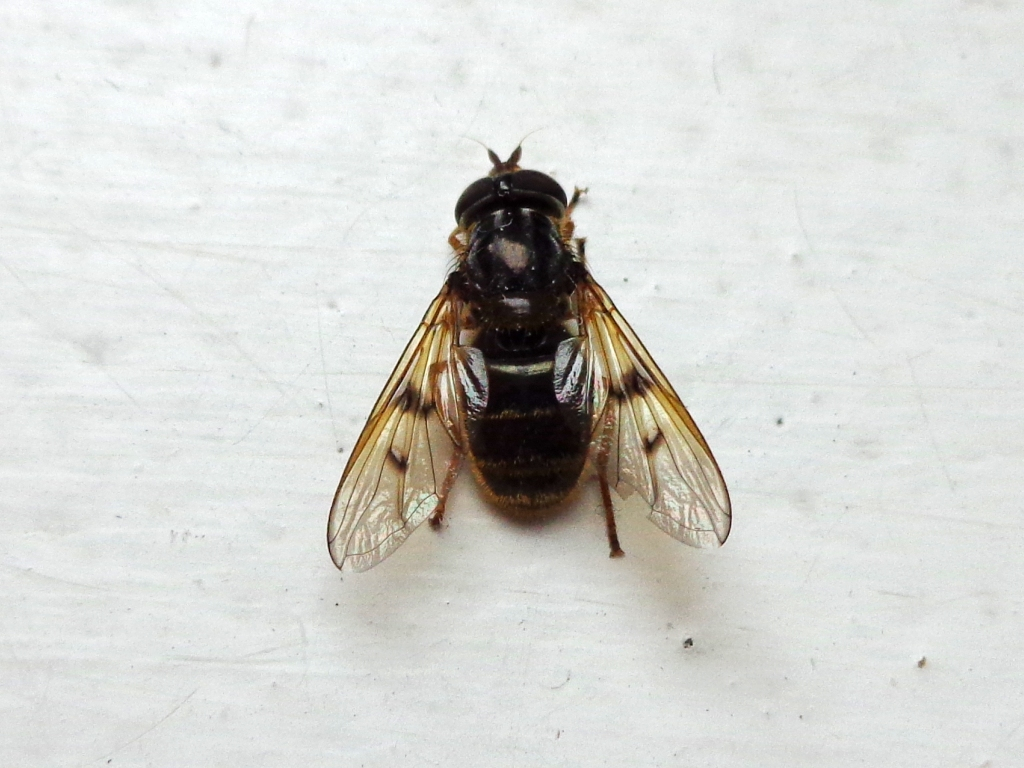